# Tunesische Fußballnationalmannschaft (U-17-Junioren)
Die tunesische U-17-Fußballnationalmannschaft ist eine Auswahlmannschaft tunesischer Fußballspieler. Sie unterliegt der Fédération Tunisienne de Football und repräsentiert sie international auf U-17-Ebene, etwa in Freundschaftsspielen gegen die Auswahlmannschaften anderer nationaler Verbände, bei U-17-Afrikameisterschaften und U-17-Weltmeisterschaften.
Bei Afrikameisterschaften erreichte die Mannschaft 2007 den vierten Platz und 2013 den dritten Platz.
Für Weltmeisterschaften konnte sie sich bislang dreimal qualifizieren, wobei sie 1993 in der Vorrunde ausschied und 2007 sowie 2013 im Achtelfinale.

## Teilnahme an U-17-Weltmeisterschaften
(Bis 1989 U-16-Weltmeisterschaft)
| 1985 | nicht qualifiziert |
| 1987 | nicht qualifiziert |
| 1989 | nicht qualifiziert |
| 1991 | nicht qualifiziert |
| 1993 | Vorrunde           |
| 1995 | nicht qualifiziert |
| 1997 | nicht qualifiziert |
| 1999 | nicht qualifiziert |
| 2001 | nicht qualifiziert |
| 2003 | nicht qualifiziert |
| 2005 | nicht qualifiziert |
| 2007 | Achtelfinale       |
| 2009 | nicht qualifiziert |
| 2011 | nicht qualifiziert |
| 2013 | Achtelfinale       |
| 2015 | nicht qualifiziert |
| 2017 | nicht qualifiziert |
| 2019 | nicht qualifiziert |
| 2021 | –                  |
| 2023 | nicht qualifiziert |

## Teilnahme an U-17-Afrikameisterschaften
| 1995 | Vorrunde           |
| 1997 | nicht qualifiziert |
| 1999 | nicht qualifiziert |
| 2001 | nicht qualifiziert |
| 2003 | nicht qualifiziert |
| 2005 | nicht qualifiziert |
| 2007 | 4. Platz           |
| 2009 | nicht qualifiziert |
| 2011 | nicht qualifiziert |
| 2013 | 3. Platz           |
| 2015 | nicht qualifiziert |
| 2017 | nicht qualifiziert |
| 2019 | nicht qualifiziert |
| 2021 | –                  |
| 2023 | nicht qualifiziert |